# Vatica heteroptera
Vatica heteroptera är en tvåhjärtbladig växtart som beskrevs av Symington. Vatica heteroptera ingår i släktet Vatica och familjen Dipterocarpaceae. Inga underarter finns listade i Catalogue of Life.